# Periphoba tangerini
Periphoba tangerini is een vlinder uit de familie nachtpauwogen (Saturniidae), onderfamilie Hemileucinae.
De wetenschappelijke naam van de soort is voor het eerst geldig gepubliceerd door Mielke & Furtado in 2006.